# Comefuego (Las aventuras de Pinocho)
Comefuego (italiano: Mangiafuoco) es un personaje ficticio que aparece en el libro italiano de Carlo Collodi de 1883 Las aventuras de Pinocho, sirviendo como un antagonista secundario, posteriormente ayudando al protagonista titular. Aunque en varias adaptaciones de la novela se suelen representar versiones más antagónicas basadas en el personaje.

## Papel en la historia
Es el director de teatro y maestro de títeres del Gran Teatro Marionette, retratado como gruñón e imponente.

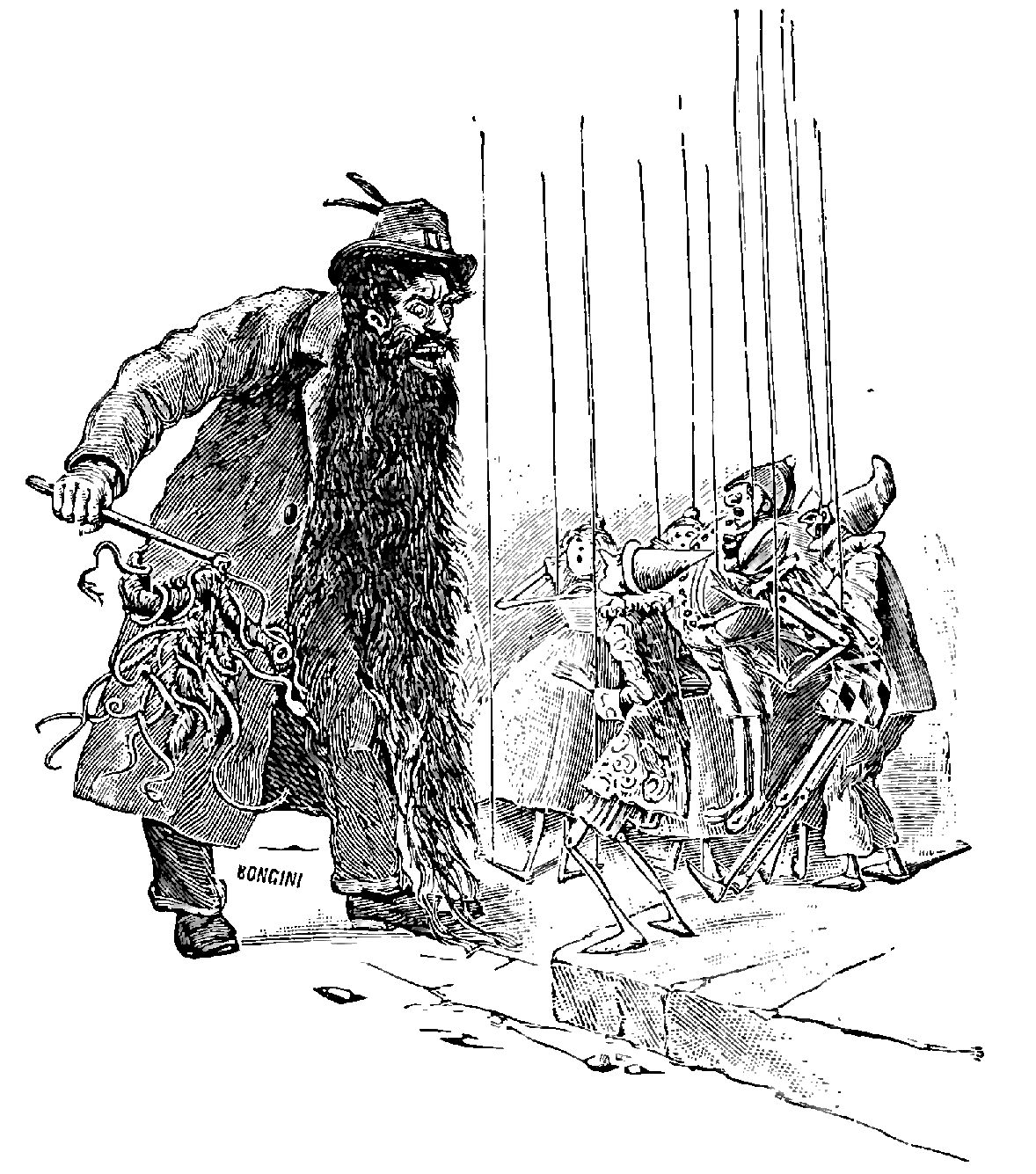
Comefuego acusa a Pinocho de arruinar su espectáculo de títeres.

Comefuego es descrito como un hombre tan feo, que evocó el miedo simplemente siendo mirado. Tenía una barba tan negra como una mancha de tinta y tanto tiempo que cayó de su barbilla al suelo: lo suficiente para que cuando caminaba, la pisara. Su boca era tan ancha como un horno, sus ojos eran como dos faroles rojos teñidos con la luz encendida en la espalda, y con sus manos, lucía un gran látigo hecho de serpientes y colas de zorro anudadas juntas.
Aunque imponente, Comefuego es retratado como fácilmente movido a la compasión, que él expresa por estornudos.
Aparece por primera vez en el Capítulo X, después de que Pinocho arruina uno de sus espectáculos de títeres al distraer a los otros títeres, y exige que Pinocho sea quemado como leña para su cordero tostado.
Movido por las lamentaciones de Pinocho, Comefuego decide quemar a uno de sus propios títeres, Arlequín, en su lugar. Cuando Pinocho suplica por la vida de Arlequín y se ofrece a sacrificarse en el lugar del otro títere, es rechazado por Comefuego, quien al enterarse de que es pobre, le da a Pinocho cinco cequíes de oro que luego son confiscados por el Zorro y el Gato.

## Adaptaciones

### Karabas Barabas

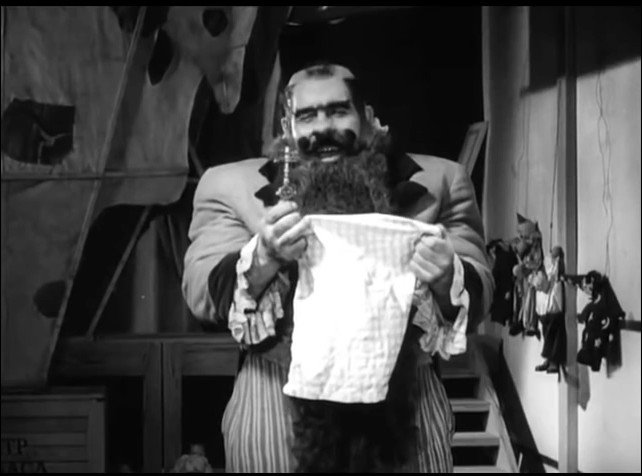
Karabas Barabas (Alexander Shchagin) en la película de 1939.

Karabas Barabas (Карабас-Барабас) es la versión adaptada de Comefuego en el cuento de hadas de 1936 La llave de oro o las aventuras de Buratino del escritor soviético Alekséi Nikoláyevich Tolstói, donde es el antagonista principal de la historia.
Se le muestra como el director de un teatro de marionetas que tiene tendencia a pisarse accidentalmente la barba al caminar; para evitarlo, se guarda la punta en el bolsillo de la chaqueta. El teatro de marionetas en la historia de Tolstói se interpreta ampliamente como una alusión al Teatro Estatal Vsevolod Meyerhold, mientras que el propio Karabas Barabas es una representación satírica del director Vsevolod Meyerhold, quien era conocido por su estilo de liderazgo estricto, incluso despótico, que exigía a sus actores la obediencia y precisión de las marionetas. Muchos actores huyeron de su teatro, incapaces de soportar la intensa carga de trabajo y el ambiente laboral opresivo. Meyerhold era visto a menudo con una bufanda larga cuyos extremos caían al suelo. Para evitar pisarlos, los guardaba en el bolsillo de la chaqueta, de forma similar a como Karabas Barabas hace con su barba.
Karabas Barabas ha hecho apariciones en varias adaptaciones de la historia:
- En la película de 1939 La llave de oro es interpretado por Alexander Shchagin.
- El personaje aparece en la película animada de 1959 Las Aventuras de Pinocho, con la voz de Aleksandr Baranov en la versión original en ruso.
- En la adaptación de 1975 Las aventuras de Buratino, el papel fue interpretado por Vladimir Etush.

### Películas
- En la película de animación Pinocho de 1940, el personaje es llamado Strómboli, y tiene un papel más antagónico a la versión original. En la película, el Honrado Juan y Gedeón (versión del Zorro y el Gato del libro original) son los que venden a Pinocho al titiritero, a quien dicen conocer con anterioridad debido a que en el pasado intentaron engañarle fingiendo que Gedeón era un títere. Al final, él no se compadece de Pinocho, y pretende mantenerlo trabajando para él hasta que envejezca, diciendo que entonces lo usará para alimentar el fuego. Esta versión del personaje ha aparecido posteriormente en otros medios de The Walt Disney Company, como películas, series de televisión, o videojuegos, y como personaje para conocer y saludar en los Parques Disney.
  - En la adaptación del año 2000 Geppetto, Strómboli es interpretado por Brent Spiner. En esta historia, él tiene un papel de antagonista más relevante, persiguiendo a Pinocho durante la trama para que regrese a su espectáculo de marionetas.[1]
  - En la adaptación de 2022 Pinocho, Strómboli es interpretado por Giuseppe Battiston. Él cumple el mismo papel que en la película animada de 1940, con la diferencia de que al final recibe el castigo de ser encarcelado por sus actos al explotar a sus trabajadores.

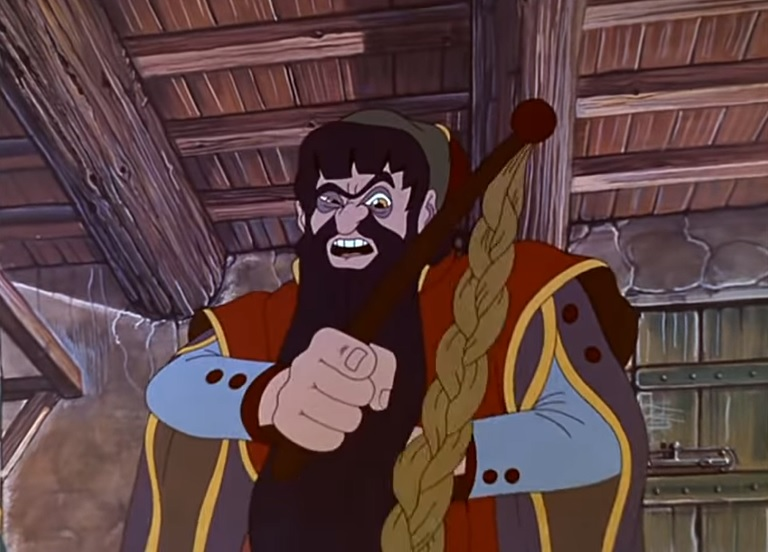
Comefuego en Un burattino di nome Pinocchio (1972).

- En la película animada de 1972 Un burattino di nome Pinocchio, la representación de Comefuego es fiel al libro en diseño y personalidad.
- La película animada de 1987 Pinocho y el emperador de la noche cuenta con un titiritero llamado Puppetino. Cuando Pinocho (siendo un niño real) se escapa a un carnaval con la idea de encontrar trabajo, Puppetino lo reconoce de cuando era un títere. En una secuencia de pesadilla, Puppetino convierte a Pinocho en un títere de madera sin vida mediante un proceso mágico inexplicable. Se da a entender claramente que también ha hecho esto con otros niños. Puppetino es un hombre demacrado, de piel pálida, con bigote y pelo rojos, labios gruesos y una capa. También es un secuaz y sirviente del Emperador titular, que más tarde se vuelve contra Puppetino por su cobardía y lo convierte en un títere antes de que lo prendan fuego.
- En la película de acción real de 1996 Pinocho, la leyenda, Udo Kier interpreta a Lorenzini, quien es retratado como el principal antagonista de la película, el cual fusiona a tres villanos diferentes de la historia de Collodi: el Titiritero, el Cochero y el Monstruo Marino. Inicialmente incorpora a Pinocho en su compañía de títeres cuando recluta a Volpe y Felinet (versiones del Zorro y el Gato en la película) para que le traigan a Pinocho. Lorenzini tiene un antojo de chiles, identificados como la causa de su aliento "ardiente". Después de que Pinocho incendie accidentalmente el teatro de Lorenzini, este comienza a atraer a los niños traviesos a Terra Magica, donde inevitablemente beben agua maldita que los convierte en burros. Lorenzini, durante una pelea con Pinocho, cae al agua y se convierte en el Monstruo Marino.[2]
  - Kier regresa en la secuela de 1999 Pinocho y Geppetto, interpretando a la esposa de Lorenzini, Madame Flambeau.
- En la película italiana de acción real Pinocho de 2002, el personaje es interpretado por Franco Javarone.
- En la película animada de 2007 Shrek tercero, el personaje del cuento, siendo referido simplemente como "Titiritero", se encuentra entre otros villanos de cuento en la taberna "La Manzana Envenenada", donde el Príncipe Encantador les anima a unirse a él con el fin de apoderarse de Muy Muy Lejano para poder tener todos su propio final feliz, convenciendo al Titiritero al hacerle recordar que su títere estrella abandonó su espectáculo para ir a buscar a su padre, su única frase en la película siendo "Odio a ese pequeño títere de madera" tras la charla de Encantador.
  - Aunque en la película no tiene un nombre, en el videojuego Shrek tercero es llamado Estrómboli ("Stromboli" en la versión original en inglés) en referencia al personaje de Disney; su nombre se usa en el título del nivel "El taller de Estrómboli", y es mencionado por su nombre por las copias de Pinocho creadas por él. También se puede ver una imagen de él en dicho nivel del videojuego.
- En la película italiana de acción real Pinocho de 2019, Comefuego es interpretado por Gigi Proietti, cumpliendo un papel fiel a la novela original.[3]
- En la película de animación en volumen de 2022 Pinocho de Guillermo del Toro, hay un personaje llamado el Conde Volpe, que es una mezcla entre el personaje Comefuego (dirigiendo un espectáculo), y el Zorro (su nombre, Volpe, significa "zorro" en italiano, además de tener un peinado asemejándose a orejas de zorro, y una larga nariz asemejándose a un hocico). El Conde Volpe actúa como el antagonista principal de la historia, intentando que Pinocho sea parte de su espectáculo.

### Televisión
- En la miniserie Las aventuras de Pinocho de 1972, Comefuego es interpretado por Lionel Stander.
- En la serie animada Las tres mellizas, aparece en el episodio "Las tres mellizas y Pinocho" bajo el nombre de Zampafuego. Él busca una marioneta de su espectáculo a la que quemar debido a que tiene frío y hambre, eligiendo entre ellas a Pinocho, a quien pretende quemar para cocinar su cena. Sin embargo, Pinocho le suplica que quiere regresar con su padre, en ese momento llegando las tres mellizas quienes le piden que le dejen marchar y que a cambio ellas le traerán leña. Él les dice que no hace falta y que buscará otro tronco para quemar, dejando ir a Pinocho diciéndole que debería centrarse en estudiar.[4]
- En la miniserie Pinocho de 2008,  Comefuego es interpretado por Maurizio Donadoni.

### Otros
- El videojuego de 2023 Lies of P incluye al personaje Lorenzini Venigni, un inventor con quien Geppetto colaboró en la producción de marionetas, y a quien P debe buscar. Posteriormente, P rescata a Lorenzini de su fábrica.[5]